# 오피셜 차트 컴퍼니

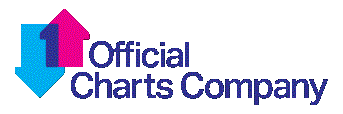

오피셜 차트 컴퍼니(Official Charts Company, OCC)는 영국의 음악 차트를 제공하는 사이트이다.

## 같이 보기
- 영국 축음기 협회
- 영국 음반 차트